# Supercopa andorrana 2023
La Supercopa andorrana 2023 è stata la ventunesima edizione della supercopa andorrana di calcio. La gara si è disputata il 27 settembre 2023 allo stadio comunale di Andorra la Vella dall'Atlètic Escaldes, vincitore del Primera Divisió 2022-2023, e dall'Inter Escaldes, vincitrice della Copa Constitució 2023. L'Inter Escaldes ha vinto la competizione per il quarto anno consecutivo.

## Partecipanti
| Squadre          | Qualificazione                             | Partecipazioni precedenti (il grassetto indica la vittoria) |
| ---------------- | ------------------------------------------ | ----------------------------------------------------------- |
| Atlètic Escaldes | Vincitrice della Primera Divisió 2022-2023 | 1 (2022)                                                    |
| Inter Escaldes   | Vincitrice della Copa Constitució 2023     | 10 (2020, 2021, 2022)                                       |

## Tabellino
| Arbitro: | Chiaramonti |

|            |           |                                        |
| Ferrer 87’ | Marcatori | 14’ González 21’ Feher 44’ de la Torre |